# Réseau ferré de Donetsk
Le Réseau ferré de Donetsk (en ukrainien : Донецька залізниця) est une société de chemin de fer régionale ukrainienne qui a son siège social à Lyman. Elle est une composante de la société Ukrzaliznytsia et existe depuis 1872.

## Histoire
Elle réunit depuis 1953 le chemin de fer nord de Bakhmout et le chemin de fer sud de Iassynouvata. Depuis 2014 en raison de la guerre du Donbass et de la revendication de la Russie, son siège est déplacé de Donetsk à Lyman, son centre de réseau à la gare de Lyman, située dans le Donbass contrôlé par les forces ukrainiennes.